# Nazionale maschile under 20 di calcio dello Zambia
La nazionale di Calcio dello Zambia Under-20 è la maggiore rappresentativa dello Zambia nelle competizioni U-20. Ha partecipato a 3 edizioni del Campionato mondiale di calcio Under-20 raggiungendo i quarti di finale nel 2017.

## Partecipazioni a competizioni internazionali

### Mondiali Under-20
- Dal 1977 al 1997 - Non partecipante
- 1999: Primo turno
- 2001: Non qualificata
- 2003: Non qualificata
- 2005: Non qualificata
- 2007: Ottavi di finale
- 2009: Non qualificata
- 2011: Non qualificata
- 2013: Non qualificata
- 2015: Non qualificata
- 2017: Quarti di finale
- 2019: Non qualificata
- 2023: Non qualificata